# Alona Szostak
Alona Szostak (ur. 10 października 1968 w Wołgogradzie) – polska aktorka teatralna i filmowa oraz piosenkarka rosyjskiego pochodzenia.
Absolwentka szkoły artystycznej w Wołgogradzie na kierunku teatralnym, a następnie Instytutu Teatralnego w Moskwie.
Pracowała w stołecznym Teatrze im. M. Gogola, później w Litewskim Rosyjskim Teatrze Dramatycznym w Wilnie. W Polsce debiutowała w 1992 roku w spektaklu „Kabaret” w chorzowskim Teatrze Rozrywki, z którym związana była do 2019 roku. W latach 2012–2013 aktorka Teatru Dramatycznego w Warszawie. Od 2019 roku występuje w Teatrze Polskim w Poznaniu.
Koncertuje z własnymi recitalami: „Człowieczy los”, „Sen pewnego emigranta” i „Z nadzieją przez życie”, w językach polskim, rosyjskim, jidysz i hebrajskim, wykonując m.in. piosenki z repertuaru Anny German, Bułata Okudżawy, Włodzimierza Wysockiego oraz muzykę żydowską.

## Teatr[3]
| Data premiery | Tytuł                                                      | Rola                                     | Reżyseria                             | Teatr                                          |
| ------------- | ---------------------------------------------------------- | ---------------------------------------- | ------------------------------------- | ---------------------------------------------- |
| 06.12.2024    | Wiera Gran                                                 |                                          | Damian Josef Neć                      | Teatr Polski w Poznaniu                        |
| 08.11.2024    | MonsterS. Mordercze pieśni                                 |                                          | Robert Talarczyk                      | Teatr Rozrywki, Chorzów                        |
| 18.10.2024    | Querelle                                                   | Lysiane                                  | Piotr Pacześniak                      | Teatr Polski w Poznaniu                        |
| 02.06.2024    | Coco, czyli bałkańska operetka                             |                                          | Paweł Miśkiewicz                      | Teatr Polski w Poznaniu                        |
| 15.12.2023    | Śnieżka nie chce spać                                      | Macocha                                  | Wiktor Rubin                          | Teatr Polski w Poznaniu                        |
| 23.06.2023    | Faustus                                                    | Syrena                                   | Katarzyna Minkowska                   | Teatr Polski w Poznaniu                        |
| 19.04.2023    | Taśmy rodzinne                                             | Alicja Małys                             | Piotr Pacześniak                      | Teatr Polski w Poznaniu                        |
| 16.06.2022    | Ulisses                                                    | Molly Bloom                              | Maja Kleczewska                       | Teatr Polski w Poznaniu                        |
| 09.10.2021    | Cudzoziemka                                                | Róża Żabczyńska                          | Katarzyna Minkowska                   | Teatr Polski w Poznaniu                        |
| 03.06.2021    | 4.48 Psychosis                                             |                                          | Paweł Demirski                        | Teatr Polski w Poznaniu                        |
| 29.05.2021    | Don Juan                                                   | Donna Elwira                             | Wiktor Bagiński                       | Teatr Polski w Poznaniu                        |
| 13.03.2020    | Der Widerspenstigen Zähmung (Poskromienie złośnicy)        | Katharina                                | Ewelina Marciniak                     | Theater Freiburg, Fryburg Bryzgowijski, Niemcy |
| 08.11.2019    | 28 dni                                                     |                                          | Kamila Siwińska                       | Teatr Polski w Poznaniu                        |
| 07.06.2019    | Hamlet / ГАМЛЕТ                                            | Królowa Gertruda                         | Maja Kleczewska                       | Teatr Polski w Poznaniu                        |
| 26.10.2018    | Seksmisja                                                  | Dr Tekla                                 | Joanna Drozda                         | Teatr Miejski, Leszno                          |
| 13.06.2018    | Stańczyk. Musical                                          | Bona Sforza                              | Ewelina Marciniak                     | Teatr Rozrywki, Chorzów                        |
| 16.11.2017    | Jak odnieść sukces w biznesie zanadto się nie wysilając    | Panna Krumholtz                          | Jacek Bończyk                         | Teatr Rozrywki, Chorzów                        |
| 05.11.2016    | Leni Riefenstahl. Epizody niepamięci                       | Elfriede Jelinek                         | Ewelina Marciniak                     | Teatr Śląski, Katowice                         |
| 02.09.2016    | Sceny myśliwskie z Dolnej Bawarii                          | Zenta                                    | Grażyna Kania                         | Teatr Polski w Poznaniu                        |
| 10.04.2015    | Billy Elliot The Musical                                   | Członek komisji egzaminacyjnej/Żona/Leah | Michał Znaniecki                      | Teatr Rozrywki, Chorzów                        |
| 25.09.2014    | Klątwa. Odcinki z czasu beznadziei. E03 Sabat dobrego domu |                                          | Monika Strzępka                       | Teatr Łaźnia Nowa, Kraków                      |
| 14.12.2013    | Bierzcie i jedzcie                                         | Cholesterol                              | Monika Strzępka                       | Teatr Rozrywki, Chorzów                        |
| 06.04.2013    | Chryzostoma Bulwiecia podróż do Ciemnogrodu                | Szantrapa z siatami, Dyrektor teatru     | Jerzy Jan Połoński                    | Teatr Rozrywki, Chorzów                        |
| 12.05.2012    | Muranooo                                                   |                                          | Lilach Dekel-Avneri                   | Teatr Dramatyczny, Warszawa                    |
| 08.12.2011    | W imię Jakuba S.                                           | Dziedziczka                              | Monika Strzępka                       | Teatr Dramatyczny, Warszawa                    |
| 17.09.2011    | Położnice szpitala św. Zofii                               | Położna Fancy                            | Monika Strzępka                       | Teatr Rozrywki, Chorzów                        |
| 28.06.2009    | Producenci                                                 | Jurna staruszka                          | Michał Znaniecki                      | Teatr Rozrywki, Chorzów                        |
| 16.05.2008    | Przygoda fryzjera damskiego                                | Andrea/Pielęgniarka                      | Łukasz Czuj                           | Teatr Rozrywki, Chorzów                        |
| 01.12.2007    | Jekyll & Hyde                                              | Emma Carew                               | Michał Znaniecki                      | Teatr Rozrywki, Chorzów                        |
| 30.03.2007    | Spin – musical                                             | Regina Jensen                            | Helgason Gunnar                       | Teatr Rozrywki, Chorzów                        |
| 22.12.2006    | Rent                                                       | Mimi Marquez                             | Ingmar Villqist                       | Teatr Rozrywki, Chorzów                        |
| 04.11.2006    | Canterville Ghost                                          | zespół                                   | Dariusz Miłkowski                     | Teatr Rozrywki, Chorzów                        |
| 08.04.2006    | West Side Story                                            | zespół                                   | Laco Adamik                           | Teatr Rozrywki, Chorzów                        |
| 20.11.2004    | Krzyk według Jacka Kaczmarskiego                           | zespół                                   | Robert Talarczyk                      | Teatr Rozrywki, Chorzów                        |
| 13.03.2004    | Bal u Wolanda                                              | Ida Herkulesowna Wors                    | Łukasz Czuj                           | Teatr Rozrywki, Chorzów                        |
| 11.10.2003    | Rudolf Valentino                                           | zespół                                   | Zofia Rudnicka                        | Teatr Rozrywki, Chorzów                        |
| 27.02.2002    | Dyzma – musical                                            | Nina Kunicka                             | Włodzimierz Korcz, Wojciech Młynarski | Teatr Rozrywki, Chorzów                        |
| 09.06.2001    | Pan Plamka i jego Kot                                      | Małpka                                   | Dariusz Miłkowski                     | Teatr Rozrywki, Chorzów                        |
| 18.03.2001    | W 80 dni dookoła świata po stu latach                      | zespół                                   | Jerzy Bielunas                        | Teatr Rozrywki, Chorzów                        |
| 02.12.2000    | Szwagierki                                                 | Sonia Suwak                              | Michał Znaniecki                      | Teatr Rozrywki, Chorzów                        |
| 28.04.2000    | Jesus Christ Superstar                                     | Maria Magdalena; zespół                  | Marcel Kochańczyk                     | Teatr Rozrywki, Chorzów                        |
| 12.06.1999    | The Rocky Horror Show                                      | Fantom                                   | Marcel Kochańczyk                     | Teatr Rozrywki, Chorzów                        |
| 07.03.1999    | Na szkle malowane                                          | Dziewczyna                               | Józef Skwark                          | Teatr Rozrywki, Chorzów                        |
| 30.01.1997    | Tango Oberiu 1928                                          | Tatiana                                  | Łukasz Czuj                           | Teatr Rozrywki, Chorzów                        |
| 20.04.1996    | Ocean niespokojny                                          | Conchita                                 | Dariusz Miłkowski                     | Teatr Rozrywki, Chorzów                        |
| 27.01.1996    | Ubu król, czyli Polacy                                     | Królowa Rozamunda                        | Andrzej Bubień                        | Teatr Rozrywki, Chorzów                        |
| 15.01.1995    | Pastorałka                                                 | zespół                                   | Dariusz Miłkowski                     | Teatr Rozrywki, Chorzów                        |
| 11.12.1994    | Evita                                                      | zespół                                   | Marcel Kochańczyk                     | Teatr Rozrywki, Chorzów                        |
| 12.02.1994    | Ania z Zielonego Wzgórza                                   | Uczennica                                | Maciej Korwin                         | Teatr Rozrywki, Chorzów                        |
| 28.11.1993    | Skrzypek na dachu                                          | Duch Babci Cajtel; zespół                | Marcel Kochańczyk                     | Teatr Rozrywki, Chorzów                        |
| 18.09.1993    | Księżniczka Turandot                                       | Adelma                                   | Dariusz Miłkowski                     | Teatr Rozrywki, Chorzów                        |
| 25.11.1992    | Łotrzyce                                                   | Bywalczyni                               | Grzegorz Stanisławiak                 | Teatr Rozrywki, Chorzów                        |
| 18.09.1992    | Kabaret                                                    | Gość kabaretu „Kit kat”                  | Marcel Kochańczyk                     | Teatr Rozrywki, Chorzów                        |

## Filmografia[4][5]
| Rok  | Tytuł                          | Rola                                     | Reżyseria                                           |
| ---- | ------------------------------ | ---------------------------------------- | --------------------------------------------------- |
| 2025 | Aniela                         | Layla                                    | Jakub Czekaj, Jakub Piątek                          |
| 2025 | Przesmyk                       | Tamara Sorokina                          | Jan P. Matuszyński                                  |
| 2024 | Matylda (odc. 1)               | Madame Kretoczkin                        | Krzysztof Lang                                      |
| 2024 | Biała odwaga                   | Matka Bronki                             | Marcin Koszałka                                     |
| 2023 | Ofiara księżyca                | Anna                                     | Piotr Szubra                                        |
| 2021 | Skazana                        | Justyna Bolek                            | Bartosz Konopka                                     |
| 2020 | Do Not Act                     |                                          | zbiorowa                                            |
| 2020 | Komisarz Alex (odc. 185)       | Tatiana Maszkowa                         | zbiorowa                                            |
| 2020 | Mały Zgon (odc. 3)             | Wietaja, gosposia Marka                  | Juliusz Machulski, Filip Syczyński, Maciej Kawalski |
| 2020 | Osiecka (odc. 1)               | nauczycielka                             | Robert Gliński, Michał Rosa                         |
| 2019 | Odwróceni (odc. 8)             | funkcjonariuszka Służby Więziennej       | Michał Gazda, Jan Holoubek                          |
| 2019 | Szóstka (odc. 5)               | pomoc kuchenna                           | Kinga Dębska                                        |
| 2018 | Powrót                         | psychiatra                               | Magdalena Łazarkiewicz                              |
| 2017 | Barwy Szczęścia (odc. 1662)    | Luba, lokatorka mieszkania Angeli        | zbiorowa                                            |
| 2017 | Druga Szansa (odc. 7, sezon 4) | żona Tokarka                             | Michał Gazda, Jan P. Matuszyński                    |
| 2016 | Artyści (odc. 2, 3, 4, 6, 8)   | duch Zamkow                              | Monika Strzępka                                     |
| 2016 | Granica                        | Olga                                     | Bartosz Brzeziński                                  |
| 2016 | Na noże (odc. 1)               | pielęgniarka na oddziale kardiochirurgii | Łukasz Jaworski, Julia Kolberger                    |
| 2015 | Dziewczyny ze Lwowa (odc. 11)  | Alina                                    | Wojciech Adamczyk, Adam Wojtyszko                   |
| 2015 | Obce niebo                     | Luba, żona Wasi                          | Dariusz Gajewski                                    |
| 2014 | Lekarze (odc. 61, 62, 63, 65)  | Ludmiła, matka Irminy                    | Bartosz Konopka                                     |
| 2010 | Ewa                            |                                          | Adam Sikora, Ingmar Villqist                        |

## Nagrody i wyróżnienia[6]
| Rok       | Nagroda                                                                 | Festiwal                                                              | Miejsce                                             |
| --------- | ----------------------------------------------------------------------- | --------------------------------------------------------------------- | --------------------------------------------------- |
| 2024      | Nagroda aktorska za rolę kobiecą za rolę Róży w spektaklu „Cudzoziemka” | Dwa Teatry                                                            | Sopot                                               |
| 2022      | Nagroda za wybitne aktorstwo w „Cudzoziemce”                            | 15. Międzynarodowy Festiwal Teatralny „Boska Komedia”                 | Kraków                                              |
| 2019      | Najlepsza wokalistka musicalowa                                         | 13. Teatralne Nagrody Muzyczne im. Jana Kiepury                       | Warszawa                                            |
| 2017/2018 | Najlepsza rola kobieca za rolę Bony Sforzy w „Stańczyk. Musical”        | NAJLEPSZY, NAJLEPSZA, NAJLEPSI miesięcznika „Teatr”                   | NAJLEPSZY, NAJLEPSZA, NAJLEPSI miesięcznika „Teatr” |
| 2012      | Złota Maska za rolę Położnej Fancy w „Położnicach szpitala św. Zofii”   | Złota Maska za rolę Położnej Fancy w „Położnicach szpitala św. Zofii” | Województwo śląskie                                 |
| 2012      | Statuetka Chłopca z łabędziem                                           | Nagroda Prezydenta Chorzowa w dziedzinie kultury                      | Chorzów                                             |
| 2003      | Nagroda Publiczności                                                    | Festiwal „Tańczące Eurydyki” im. Anny German                          | Zielona Góra                                        |